# Gastronomia dels ibers
La gastronomia dels ibers és la que tenien els diferents pobles ibers que vivien, almenys a partir del segle vi aC, a la costa oriental de la península Ibèrica, o més precisament, a la zona costanera que va del sud del Llenguadoc fins a Alacant, que penetra a l'interior per la vall de l'Ebre, per la vall del Segura i per la vall alta del Guadalquivir.

## Ingredients bàsics utilitzats
Quant a vegetals, els ibers coneixien cereals com el blat, l'escanda, la civada, l'ordi o el mill; llegums com les llenties, les faves o els cigrons; fruites com la poma, la figa, la magrana, la mora, la nou, l'ametlla i l'avellana; plantes com la dent de lleó, l'espàrrec salvatge i la pastanaga també salvatge; i condiments com l'all i les herbes aromàtiques (romaní, farigola, etc.).
Menjaven carn d'animals molt variats que bé criaven o bé caçaven, a més de peixos de riu i d'aigua salada, marisc, i també caragols de terra i tortugues. Altres productes que menjaven d'origen animal eren la mel, la llet i els ous, per exemple.
Entre els animals que consideraven comestibles hi havia el cavall i, com a l'antiga Xina, el gos, a més de xai, cabrit, porc, pollastre, etc. D'entre els animals de cacera destaquen els aleshores abundants conills (que van donar nom a la paraula Hispania, precisament, que vol dir 'terra de conills'), aus de tota mena, incloent-hi garses i corbs, i altres animals com el cérvol i el senglar, però també os, linx (que també era més abundant), teixó i gat salvatge, que es va continuar menjant fins al segle xv.
Pescaven i menjaven tota mena de peix de riu, anguiles, barbs, bagres, etc. i una gran varietat de peix i marisc d'aigua salada, com pagell, besuc, orada, llobarro, verat, tonyina, etc. i també murex, tellerines, musclos, rossellones, pagellides, vieires, ostres vermelles, etc.

## Productes elaborats
Cultivaven diverses classes de cereals en grans quantitats, en especial blat i ordi, i emmagatzemaven el gra, en forma de pa i farines, en sitges excavades a terra. La gran capacitat d'aquestes troballes a l'Empordà — al Puig Castellar (Pontós), l'Alt Empordà — fa pensar que segurament feien servir els cereals per a intercanviar altres productes amb els grecs a Empúries. També els feien servir per a elaborar cervesa, la beguda que més consumien.
Es coneix que amb la llet ja feien mantega i formatge, i que grecs i cartaginesos consumien i apreciaven els formatges elaborats a Menorca. Els ibers coneixien la sal i feien conserves en salmorra. També assecaven i fumaven aliments, i els seus embotits i pernils eren lloats pels romans: «Cerretana mihi fiat vel missa licebit / de Menapis; lauti de petasone roren» ('Que em serveixin el pernil del país dels ceretans [la Cerdanya], i que els desganats devorin la cuixa desossada del país del menapis [a l'actual Irlanda]').
És possible que el comerç amb Empúries i el contacte amb els grecs va ser el que els va impulsar a cultivar vinyes, per a elaborar vi, que després venien també als fenicis, i altres productes que els grecs consideraven importants, com l'olivera o l'ametller. Els romans, per la seva part, els encoratjarien més tard a seguir produint peix en salaó i lucanica, un embotit que més tard esdevindria la llonganissa.

## Cuina
Coneixien pràcticament totes les tècniques culinàries considerades bàsiques avui en dia: amb els ingredients esmentats feien brous i sopes, feien bullir aliments.

## Socialització del menjar
El menjar es menjava amb els dits, de manera que el menjar ja havia d'estar convenientment tallat quan era presentat a taula. Les sopes i preparacions líquides es menjaven amb cullera. Ja en aquesta època el menjar era un acte social de companyonia i germanor, i se sap que per exemple celebraven importants convits rituals.